# Heimo Wiederhofer

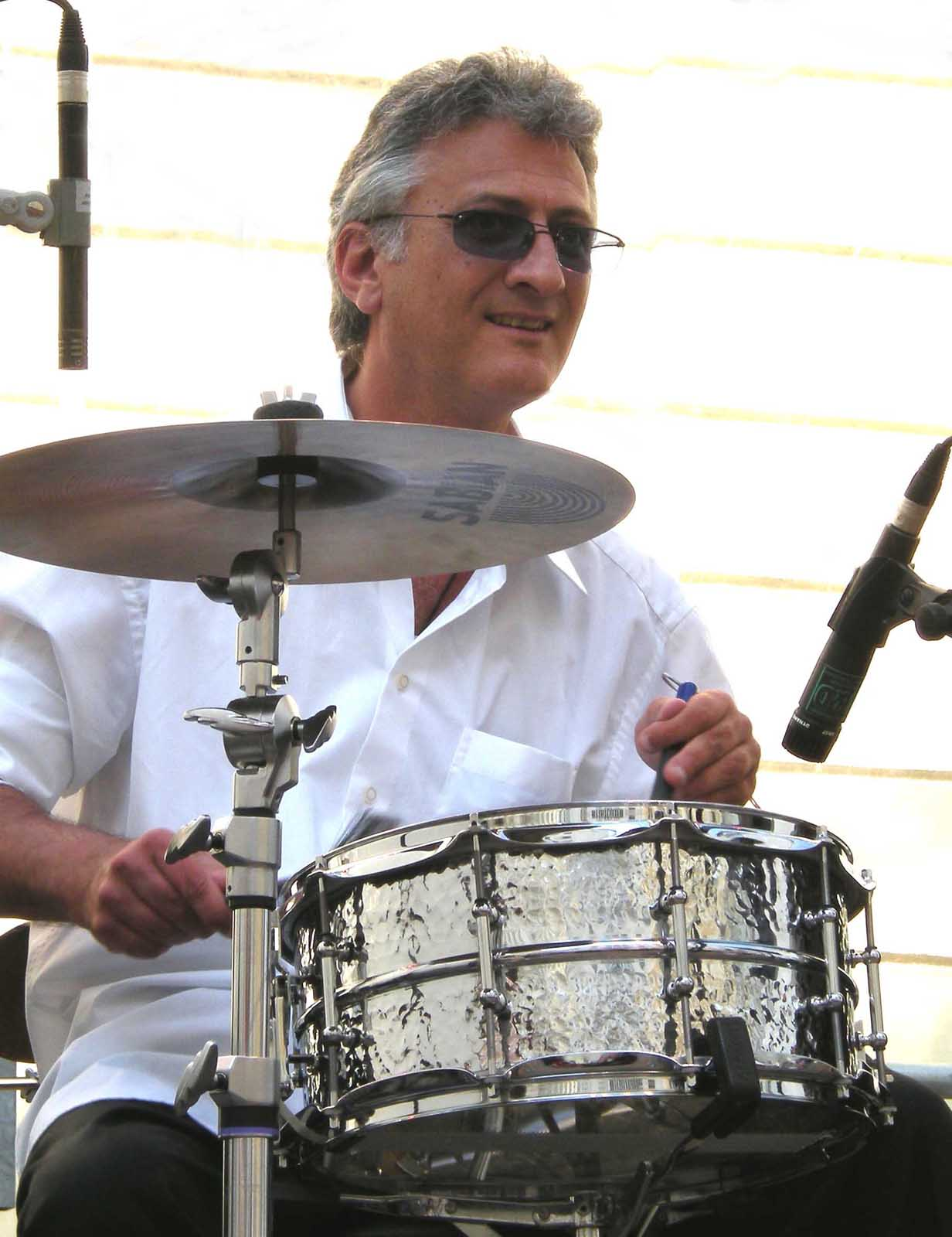
Heimo Wiederhofer (2009)

Heimo Wiederhofer (* 15. Oktober 1962 in Kapfenberg) ist ein österreichischer Jazzmusiker (Schlagzeug).

## Leben und Wirken
Wiederhofer wuchs in Kindberg, Steiermark auf und studierte Musik an der Hochschule für Musik und darstellende Kunst Graz bei Manfred Josel, Erich Bachträgl, Kurt Hammer, August Zöbl und Gerald Fromme; sein Diplom machte er im künstlerischen Hauptfach klassisches Schlagwerk. Während des Studiums hatte er Engagements im Schauspielhaus Graz, beim Grazer Symphonischen Orchester, sowie als Studiomusiker und als Mitglied verschiedener Jazz- und Funkbands.
Zwischen 1987 und 1990 spielte er im Trio von Götz Tangerding, mit dem er auch an Aufnahmen mit Wolfgang Lackerschmidt, Monty Waters und Sheila Jordan beteiligt war. Von 1987 bis 2003 gehörte er mit Ewald Oberleitner zum Trio von Karlheinz Miklin, mit dem er international auf Tournee war und an zahlreichen Festivals teilnahm. Dort begleitete er Sheila Jordan, Albert Mangelsdorff, Bill Dobbins, Jimmy Knepper, Ron McClure, Mark Murphy, Andy Bey, Jarmo Savolainen, Phil Markowitz, Ed Neumeister, Karl Ratzer, Gustavo Bergalli oder Fritz Pauer.
Seit 1988 arbeitete Wiederhofer auch mit Harri Stojka zusammen, mit dem er auch in den USA und Indien auftrat. 1998 gründete er gemeinsam mit Thomas Kugi, Oliver Kent, Werner und Alex Feldgrill sowie Rüdiger Kostron das Ensemble Vienna Project, das mit Fawci Chekili die CD Bedouine einspielte und mit Fay Victor für das Album Should We Do This Again zusammenarbeitete. Zudem gehörte er zur Gruppe von Zipflo Weinrich (1998 bis 2003) und zum Ensemble Go Blow (mit Thomas Gansch, Michael Hornek, Klaus Wienerroither, Georg Breinschmid), mit dem er zwei CDs aufnahm. Aktuell gehört er zu den Bands von Roland Hollik und Wolfgang Seligo sowie zu Tromsø und dem Wiederhofer Trio. Weiterhin ist er auf Andre Hellers Album Ruf und Echo und dem Album The Funky Cow von Joruma & the Funky Horns zu hören. Laut Tom Lord ist er an elf Aufnahmen zwischen 1988 und 2005 beteiligt.
Wiederhofer lehrte zudem in Seminaren an der Royal Academy of Music, dem Berklee College of Music oder dem Youth Standard Bank Jazz Workshop Grahamstown South Africa.

## Diskographische Hinweise
- Karlheinz Miklin Looking Back (1994)
- Vienna Project Nightline (1999)
- Zipflo Weinrich Group Diggin' Thru Jazz (1999)
- Go Blow What´s going on (2001)
- Go Blow Portraits (2002)